# Бібліотека Академії наук Литви
Бібліотека Академії наук Литви імені Врублевських (лит. Lietuvos mokslų akademijos Vrublevskių biblioteka) — універсальна публічна наукова бібліотека Литви державного значення; одна з найбільших у країні.
Розташована у Вільнюсі на розі вулиць Т. Врублевського та Жігіманту; офіційна адреса — Žygimantų g. 1/8. Щорічно обслуговується близько 20 000 читачів. 2004 року налічувалося 16 477 зареєстрованих читачів, з них 176 із зарубіжних країн. 2008 року у бібліотеки було 8 447 зареєстрованих читачів.

## Історія
Заснована 1941 року на базі Бібліотеки євангелично-реформатського синоду (заснованої 1557 року) та Державної публічної бібліотеки Еустахія та Емілії Врублевських (заснованої 1925 року адвокатом Тадеушом Врублевським) як Центральна бібліотека Академії наук Литовської РСР. Після Другої світової війни фонди бібліотеки поповнились виданнями та рукописами ліквідованих бібліотек костьолів та монастирів, націоналізованих музеїв, товариств, маєтків, також приватних бібліотек Косаковських, Тишкевичів, Ремерів.
З 2002 року бібліотека входить до Асоціації наукових бібліотек Литви.
Восени 2009 року Президія Академії наук Литви схвалила ініціативу багаторічного директора бібліотеки Юозаса Марцинкявічюса, повернути бібліотеці історичну назву. Назву Lietuvos mokslų akademijos Vrublevskių biblioteka закріплено новим положенням, затвердженим Президією Академії наук 24 листопада 2009 року. 31 грудня 2009 року на будівлі бібліотеки була встановлена нова вивіска.

## Структура
Відділи бібліотеки діють у 9 наукових інститутах (Інститут хімії, Інститут теоретичної фізики та астрономії, Інститут фізики, Інститут екології, Інститут культури, філософії та мистецтва, Інститут біохімії, Інститут математики та інформатики, Інститут ботаніки, Інститут геології та географії).
У бібліотеці є відділи обслуговування фондів та користувачів, каталогів, рукописів (всі три засновані 1941 року), відділ рідкісних видань (заснований 1957 року), відділ комплектації (заснований 1960 року), а також відділи інформації (заснований 1961 року), консервації та реставрації (заснований 1976 року), старої періодики (заснований 1991 року), інформаційних систем (заснований 2003 року) та десять читальних залів.

## Фонд
Зібрання бібліотеки налічує 3,8 млн одиниць зберігання, у тому числі 200 000 рідкісних видань (63 інкунабули), 12 000 карт і атласів, 191 000 рукописів, понад 1 400 пергаментів (1985). На 31 січня 2005 року в бібліотеці налічувалося 3 772 391 одиниця зберігання, з них 261 394 примірників рукописних документів. На 31 грудня 2008 року фонди бібліотеки становили 3 797 732 примірників, з них 265 173 одиниць зберігання рукописних документів.
У фондах бібліотеки є чимало видань на українські теми чи українських авторів. Тут зберігається зокрема «Турівське євангеліє» — уривки церковно-слов'янського рукописного євангелія-апракосу (10 подвійних сторінок), переписаного, на думку істориків, в XI столітті на українських землях.
Опис видань, присвячених історії України, зробив український історик Ярослав Дашкевич.
Щорічний приріст фондів близько 70000 примірників. Проводиться книгообмін з 730 бібліотеками та науковими установами.

## Будівля
Основна будівля споруджена за проектом архітектора Кипріана Мацулевич 1885 року. Це двоповерховий будинок з мезоніном з жовтої цегли. Головний північно-східний фасад виходить на перехрестя вулиць Жігіманту та Врублевського. Виділяється портик головного фасаду з відкритою терасою.

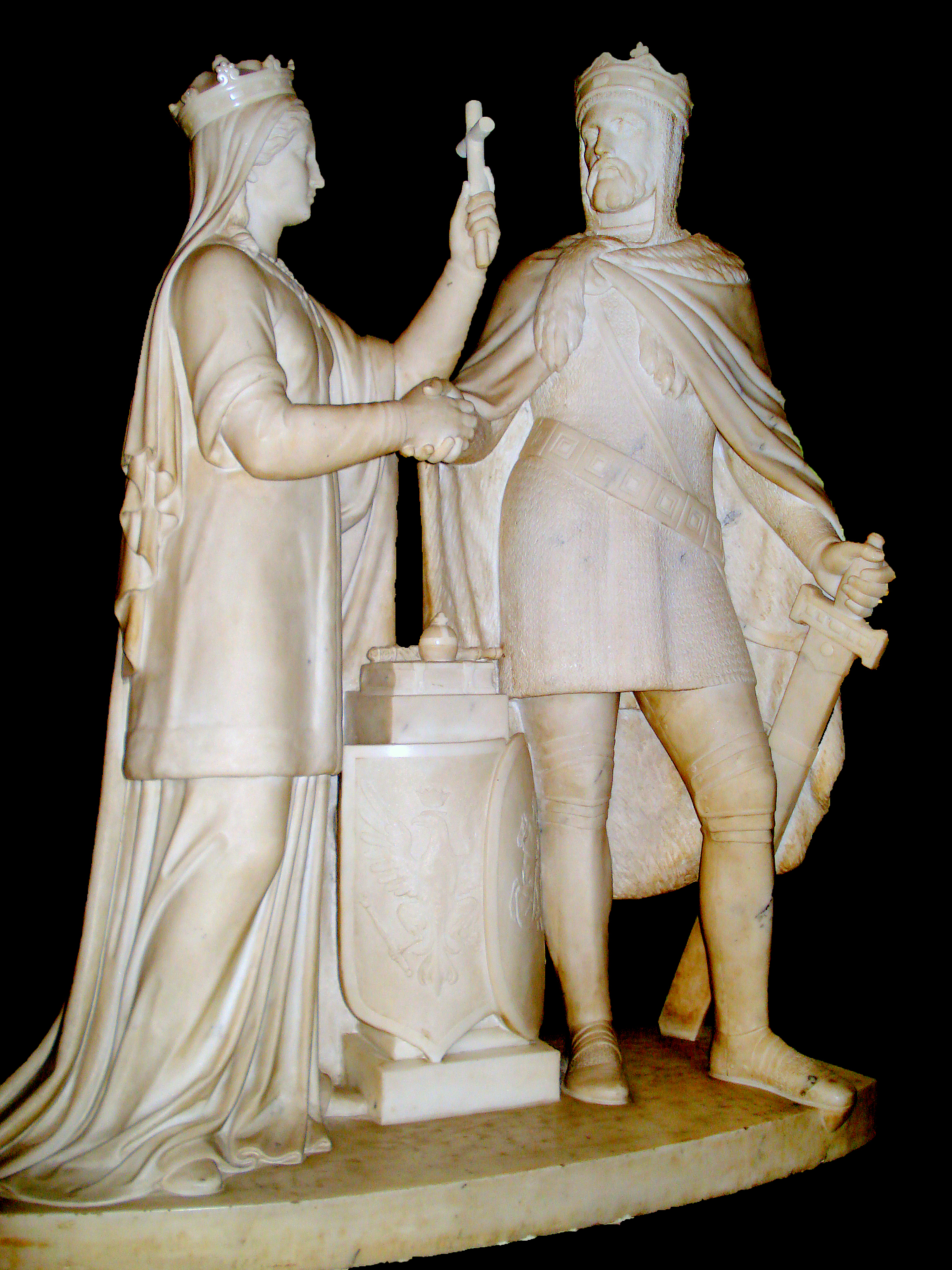
Ядвіга та Ягелло

Власником будинку була Клементина Тишкевич, що здавала будівлю в ореду Віленському товариству науки та мистецтва (заснованому 1907 року) для музею науки та мистецтва, який знаходився тут в 1907 — 1914 роках. Директором музею був історик, бібліофіл, громадський діяч Люцьян Узембло. У 1931 — 1941 роках в будівлі розміщувалася Державна бібліотека Еустахія та Емілії Врублевських, основу якої склало книжкове зібрання адвоката Тадеуша Врублевського. 1944 року в будівлі розташовувався штаб 3-го Білоруського фронту.

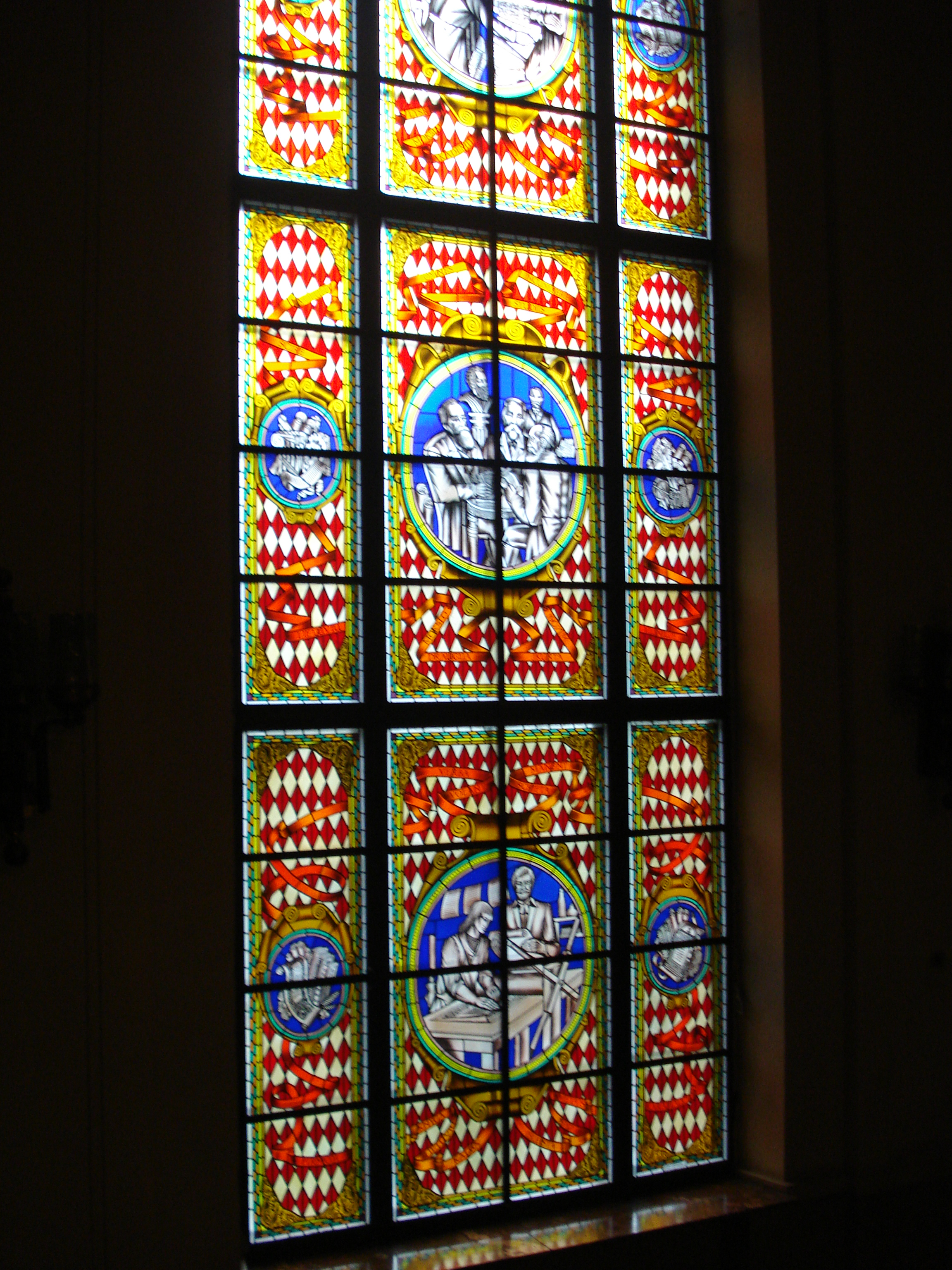
Вітраж Бронюса Бружаса

У фоє першого поверху біля входу стоїть скульптура «Ядвіга та Ягелло» польського скульптора Оскара Томаша Сосновського (1810–1888).
У вікні вестибюля 1979 року встановлено вітраж з тонкого кольорового скла, скріпленого смужками свинцю, художника вітражиста Бронюса Бружаса (майстер К. Курляндскас). Композиція вітражу розміром 7×3 м симетрична. На осі симетрії розташовані три великі медальйони складної форми з фігурними композиціями. З двох сторін їх обрамляють 6 медальйонів меншого розміру з алегоричними натюрмортами та орнаментами. Тема фігурних композицій та натюрмортів — історія литовської науки: перша литовська книга (внизу), Литовське наукове товариство (в центрі) та сучасна наука (вгорі). Навколо медальйонів розташовані сентенції литовською та латинською мовами.